# Nemesborzova
Nemesborzova község Szabolcs-Szatmár-Bereg vármegyében, a Fehérgyarmati járásban. 220 hektáros kiterjedésével a vármegye második legkisebb közigazgatási területű települése.

## Fekvése
Szabolcs-Szatmár-Bereg vármegye keleti részén, a Szatmári-síkságon fekszik, Fehérgyarmattól keletre. A megye legkisebb közigazgatási területű települései közé tartozik, ennek is köszönhető, hogy mindössze három településsel szomszédos: északkelet, kelet és délkelet felől kisszekeresi, délnyugat felől nagyszekeresi, nyugat és északnyugat felől pedig mándi területek határolják.

### Megközelítése
A település központján, annak főutcájaként a 4134-es út halad végig, ezen érhető el Mánd, Vámosoroszi és Nagyszekeres felől is. Északi határszéle közvetlen közelében elhalad a 491-es főút is – az ország távolabbi részei felől ezen érhető el, Fehérgyarmat érintésével –, de a községet a főút ennél jobban nem érinti, az oda utazóknak Mándnál le kell térniük a 4132-es útra, amiből a falu északi határában ágazik ki a 4134-es út.
Vasútvonal nem érinti, a legközelebbi vasúti csatlakozási lehetőség a Nyíregyháza–Mátészalka–Zajta-vasútvonal Nagyszekeres vasútállomása, a központtól körülbelül 2 kilométerre délnyugatra.

## Története
Területén gazdag, bronzkori leletanyagot találtak. Nevét egyrészt a nyír szláv megfelelőjétől, másrészt az egykor erdeiben élt borzokról származtatják.
1181-ben említik először. A Borzovay család ősi birtokát 1436-ban a Kölcseyek szerezték meg. A mohácsi csata után martalócok dúlták fel, 1662-ben a szatmári német helyőrség katonái rabolták ki. Az ellenség megfékezésére az erdőben fekvő falut körülárkolták és a Nóborda patak vizével az árkot feltöltötték. Az árkok nyomai még kivehetők. A 19. században a Kálos, Erdélyi, Pápay, Mandy családok voltak földesurai. Akasztófa-hely nevű határrészét a hírhedt Haynau-birtok kapcsán kapta.
1990 előtt Nagyszekeres tárközségeként Fehérgyarmat városkörnyékéhez tartozott. 1990-től önálló.

## Közélete

### Polgármesterei
- 1990–1994: Nagy Zsigmond (független)[4][5]
- 1994–1998: Nagyné Szűcs Erzsébet (független)[6][7]
- 1998–2002: Nagy Zsigmond (független)[8][9]
- 2002–2006: Nagy Gábor Zsigmond (független)[10][11]
- 2006–2010: Nagy Gábor Zsigmond (független)[12][13]
- 2010–2014: Nagy Gábor Zsigmond (független)[14]
- 2014–2019: Nagy Tamás (független)[15][16]
- 2019–2024: Nagy Tamás (független)[17]
- 2024– : Nagy Tamás (független)[1]

## Népesség
A település népességének változása:
| Lakosok száma | 85   | 88   | 106  | 106  | 105  | 113  | 106  |
|               | 2013 | 2014 | 2015 | 2021 | 2022 | 2023 | 2024 |

2001-ben a község lakosságának közel 100%-a magyar nemzetiségűnek vallotta magát.
A 2011-es népszámlálás során a lakosok 100%-a magyarnak, 6,1% cigánynak (a kettős identitások miatt a végösszeg nagyobb lehet 100%-nál). A vallási megoszlás a következő volt: római katolikus 6,1%, református 67,1%, görögkatolikus 1,2%, felekezeten kívüli 17,1% (4,9% nem válaszolt).
2022-ben a lakosság 85,7%-a vallotta magát magyarnak, 9,5% ukránnak, 1% cigánynak, (12,4% nem nyilatkozott; a kettős identitások miatt a végösszeg nagyobb lehet 100%-nál). Vallásuk szerint 5,7% volt római katolikus, 60% református, 4,8% görög katolikus, 5,7% felekezeten kívüli (23,8% nem válaszolt).

## Nevezetességei
- Református temploma - 1810 és 1830 között épült késő barokk stílusban.
- Harangláb, melyet a Szentendrei Skanzenbe szállítottak. Jelenleg a 2001-ben épített pontos másolata látható az eredeti helyén.